# 维戈尼奇
维戈尼奇（羅馬化：Vygonichi）是俄罗斯布良斯克州的市级镇、维戈尼奇区行政中心，位于杰斯纳河右岸地区，在州府布良斯克西南。
该地2021年人口有4,975人；2010年人口4,945；2002年人口5,189；1989年人口5,111。